# ヘンイコシル酸
ヘンイコシル酸(Heneicosylic acid)は、化学式CH3(CH2)19COOHの21炭素長の長鎖飽和脂肪酸である。系統名は、ヘンイコサン酸(heneicosanoic acid)である。